# Ted Nugent
Theodore Anthony „Ted“ Nugent (* 13. prosince 1948 Redford, Michigan, USA) je americký rockový kytarista, zpěvák, herec, aktivista a kávový magnát. Od poloviny šedesátých let hrál se skupinou The Amboy Dukes, která se v sedmdesátých letech přejmenovala na Ted Nugent & The Amboy Dukes. Své první sólové album potom vydal v roce 1975. Na přelomu osmdesátých a devadesátých let hrál se superskupinou Damn Yankees, se kterou vydal dvě alba. Mimo své hudební působení je také lovcem zvířat, kvůli čemu už se nejednou dostal do sporu s ochránci zviřat. V roce 2012 byl ztvárněn v seriálu Simpsonovi v epizodě Otázky Homera Simpsona (23. série). Ve stejném roce měl hrát ve vojenské základně Fort Knox, ale jeho koncert musel být zrušen, kvůli jeho narážkám na Baracka Obamu.

## Diskografie

### Sólová alba
Studiová alba
- Ted Nugent (1975)
- Free-for-All (1976)
- Cat Scratch Fever (1977)
- Weekend Warriors (1978)
- State of Shock (1979)
- Scream Dream (1980)
- Nugent (1982)
- Penetrator (1984)
- Little Miss Dangerous (1986)
- If You Can't Lick 'Em...Lick 'Em (1988)
- Spirit of the Wild (1995)
- Craveman (2002)
- Love Grenade (2007)
- Shutup & Jam! (2014)

Koncertní alba
- Double Live Gonzo! (1978)
- Intensities in 10 Cities (1981)
- Live at Hammersmith '79 (1997)
- Full Bluntal Nugity (2001)
- Extended Versions (2005)
- Sweden Rocks (2006)

Kompilace
- Great Gonzos!: The Best of Ted Nugent (1981)
- Out of Control (1993)
- The Ultimate Ted Nugent (2002)

### S The Amboy Dukes
Studiová alba
- The Amboy Dukes (1967)
- Journey to the Center of the Mind (1968)
- Migration (1969)
- Marriage on the Rocks/Rock Bottom (1970)
- Call of the Wild (1973)
- Tooth Fang & Claw (1974)

Koncertní album
- Survival of the Fittest Live (1971)

### S Damn Yankees
- Damn Yankees (1990)
- Don't Tread (1992)